# Alma liberada
Alma liberada  es una película de Argentina en blanco y negro dirigida por Edmundo del Solar que se estrenó el 9 de agosto de 1951 y que tuvo como protagonistas a Josefina Ríos, Iván Grondona, Edmundo del Solar y Pilar Gómez.

## Reparto
- Josefina Ríos
- Iván Grondona
- Edmundo del Solar
- Pilar Gómez
- María de la Fuente
- Juan Corona